# Fools Rush In (Where Angels Fear to Tread)
"Fools Rush In" (Los tontos se apresuran) (1940) es una canción popular. La letra fue escrita por Johnny Mercer con música por Rube Florecer.

## Primeras grabaciones
Los éxitos importantes en el tiempo de la presentación fueron: 
- Tony Martin
- Glenn Miller con Ray Eberle,[2]
- Tommy Dorsey con Frank Sinatra (29 de marzo de 1940)
- Anne Shelton y Ambrose (agosto 1940)
- Harry James (Varsity 8264, 1940)

## Grabación de Rick Nelson
- En 1963, Rick Nelson grabó su versión, y fue incluido en su LP Rick Nelson y fue un éxito enorme, logrando #12 en el gráfico de pop de Billboard y #24 en el gráfico Hot R&B Singles.[3][4]  Esta grabación fue la versión más famosa  de esta canción.

## Otras grabaciones notables
La canción resultó popular entre otros artistas, resultando en regrabaciones en 1960 en la Disquera Mercurycon las cuerdas y la música arregladas y conducidas por Belford Hendricks y cantados por (Brook Benton), 1962 (Etta James).  Otras grabaciones fueron:
- Billy Eckstine (1947)[5]
- Stan Getz @– Sesiones de Estudio Completo: Stan Getz & Jimmy Raney (1952)
- Jo Stafford @– Protagonizando Jo Stafford (1953)
- El Hola-Lo es @– Escuchar!... Al Hola-Lo es (1954)
- Zoot Sims - Zoot! (1956)
- Julie Londres @– Chica Solitaria (1956), y Julie Londres (1964)
- Keely Smith @– I Deseo te Encanta (1957)
- El Cuatro Freshmen @– El Freshman Año (1961)
- Stan Kenton @– La Aproximación Romántica (1961)
- Riachuelo Benton @– Canciones I Amor para Cantar (1960)
- Shirley Bassey @– Shirley Bassey (1961)
- Doris Día con André Previn @– Dúo (1962)
- Al Hirt @– Trompeta y Cuerdas (1962)[6]
- Etta James @– Etta James Canta para Amantes (1962)
- Brenda Lee @– Sinceramente, Brenda Lee (1962)
- Lesley Gore @– Lesley Gore Canta de Mixto-Arriba de Corazones (1963)
- Dean Martin @– Sueño con Dean (1964)
- Johnny Hartman @– Canciones Inolvidables por Johnny Hartman (1966)
- Elvis Presley @– Elvis Ahora (1972) Este registro siguió el estilo de Ricky Nelson.
- Susannah McCorkle @– Las Canciones de Johnny Mercer (1977)
- Lazo Uau Uau @– cubrió la pista en su 1980 MC-debut único, Vuestra Mascota de Casete
- Debbie Byrne @– El Persuader (1985)
- Rosemary Clooney - Medianoche en el Jardín de Bueno y Mal (1997)
- La Mañana Benders @– Cubiertas de Dormitorio (2008)
- Acantilado Richard @– Intrépido cuando Latón (2010)
- Ella & Le la versión de Ricky cubierto Nelson para las sesiones de Pionero de Levi en 2010.[7]
- Peggy Demanda @– Peggy Demanda Juega las Canciones del escorpio que Aumenta (2012)
- Norah Jones con Harold Mabern @– Afro Azul (2014)
- Youn Sol Nah @–  Mueve Encima (2017)
- Revelación @– "Donde Miedo de Ángeles para Calcar" (2018 solo)

## Cultura popular
- La grabación por Rick Nelson salió en la película de Kenneth Anger Scorpio Rising (1963).